# Огист Мармон
Огист Фредерик Луј Вјес де Мармон (фр. Auguste Frédéric Louis Viesse de Marmont, duc de Raguse; Шатијон на Сени, 20. јул 1774 — Венеција, 22. јул 1852) је био француски маршал из доба Француске револуције и Наполеонових ратова.
У француским револуционарним ратовима 1792–1800. учествовао је као официр артиљерије. У походу на Египат 1798–1799. је бригадни генерал и учествује у освајању Малте. Командант је корпуса у бици код Улма 1805.
1806. постаје командант француских снага у Далмацији и маја 1806. осваја Дубровник (одатле титула duc de Raguse). До мира у Тилзиту 1807. се бори против Црногораца и Руса. У рату с Аустријом 1809. Мармон командује француским снагама у бици код Билаја, Грачаца, Ките, и наставља напредовање ка Бечу. У бици код Ваграма командује резервним корпусом. 14. октобра 1809, послије Шенбрунског мира, постављен је за гувернера Илирских провинција, гдје је вршио реорганизацију војске, и уводи школе и администрацију на илирском (српскохрватском) језику.
У Шпанији 22. јула 1812. трпи пораз у бици код Саламанке, гдје је рањен. 1813. је учесник битака код Лицена, Бауцена и Дрездена, а затим код Лајпцига. При продору савезника у Француску 1814, трпи низ пораза (код Лана и Фер-Шанпноаза), и потписује документ о савезничкој окупацији Париза.
За вријеме Наполеонових 100 дана је на страни Бурбона, а послије битке код Ватерлоа на почасним дужностима. Послије Јулске револуције 1830. и абдикације Шарла X, одлази у Енглеску.
Написао је мемоаре и дјело „De l'esprit des institutions militaires“ (Париз 1845).

## Занимљивости
Мармон је замјерио Петру Првом што одсијецају турске главе, а Петар му је одговрио да се чуди да му то замјерају они који су сами свом краљу и краљици одсјекли главе.